# Tomáš Berdych
Tomáš Berdych (født 17. september 1985 i Valašské Meziříčí, Tjekkoslovakiet) er en tjekkisk tennisspiller, der blev professionel i 2002. Han har igennem sin karriere vundet 13 single- og 2 doubletitler, og hans højeste placering på ATP's verdensrangliste er en 4. plads, som han opnåede i maj 2015.

## Grand Slam
Berdych har kun misset deltagelse ved én Grand Slam-turnering siden 2004, og hans bedste resultat i singlerækkerne kom ved Wimbledon, hvor han i 2010 spillede sig helt frem til finalen, efter blandt andet at have slået Roger Federer undervejs. I finalen tabte han dog til spanieren Rafael Nadal.